# Rachel Mwanza
Rachel Mwanza es una actriz de la República Democrática del Congo, conocida por su actuación como Komona en la película de 2012 War Witch (Rebelle). Antes de ser elegida en la película, no tenía hogar y vivía en las calles de Kinshasa.

## Primeros años
Mwanza nació en 1997 en Mbuji-Mayi, la tercera de seis hermanos, y pasó su infancia en la provincia de Kasai. Su padre envió a su madre y hermanos a Kinshasa cuando ella tenía ocho años, prometiendo reunirse con ellos más tarde. Allí, los niños ya no asistían a la escuela, y su madre la responsabilizó por la desgracia de la familia después de que un falso profeta declaró que Mwanza era una bruja. Él acusó a su madre por intentos de exorcismos para librar a Mwanza de brujería, pero finalmente fue arrojada a la calle.
Mwanza pasó varios años viviendo como una niña de la calle en Kinshasa antes de ser elegida para la película canadiense War Witch (Rebelle). También apareció en la película de 2013 Kinshasa Kids escrita y dirigida por Marc-Henri Wajnberg.